# Diodora meta
Diodora meta är en snäckart som först beskrevs av von Ihering 1927.  Diodora meta ingår i släktet Diodora och familjen nyckelhålssnäckor. Inga underarter finns listade i Catalogue of Life.